# Goudmantelboomkangoeroe
De goudmantelboomkangoeroe (Dendrolagus pulcherrimus) is een zoogdier uit de familie van de kangoeroes (Macropodidae). De wetenschappelijke naam van de soort werd voor het eerst geldig gepubliceerd door Tim Flannery in 1993. Het is een zeer zeldzame boomkangoeroe uit het Torricelligebergte en het Foja-gebergte in het noorden van Nieuw-Guinea. 

## Soortenbeschrijving
Deze soort werd oorspronkelijk beschreven als een ondersoort van de Goodfellowboomkangoeroe (Dendrolagus goodfellowi), maar verschilt daar zo sterk van dat Groves (2005) hem als een aparte soort beschouwde. Deze kangoeroesoort is bijna uitgestorven; tijdens de tweede helft van de 20e eeuw is ze in 95% van het verspreidingsgebied uitgestorven. In het Sibilanga-gebied van de provincie Sandaun, waar de goudmantelboomkangoeroe is gevonden, wordt hij "waiman" genoemd.